# Вільям Купер (конхолог)
Вільям Купер (1798–1864) був американським натуралістом, конхологом і колекціонером.

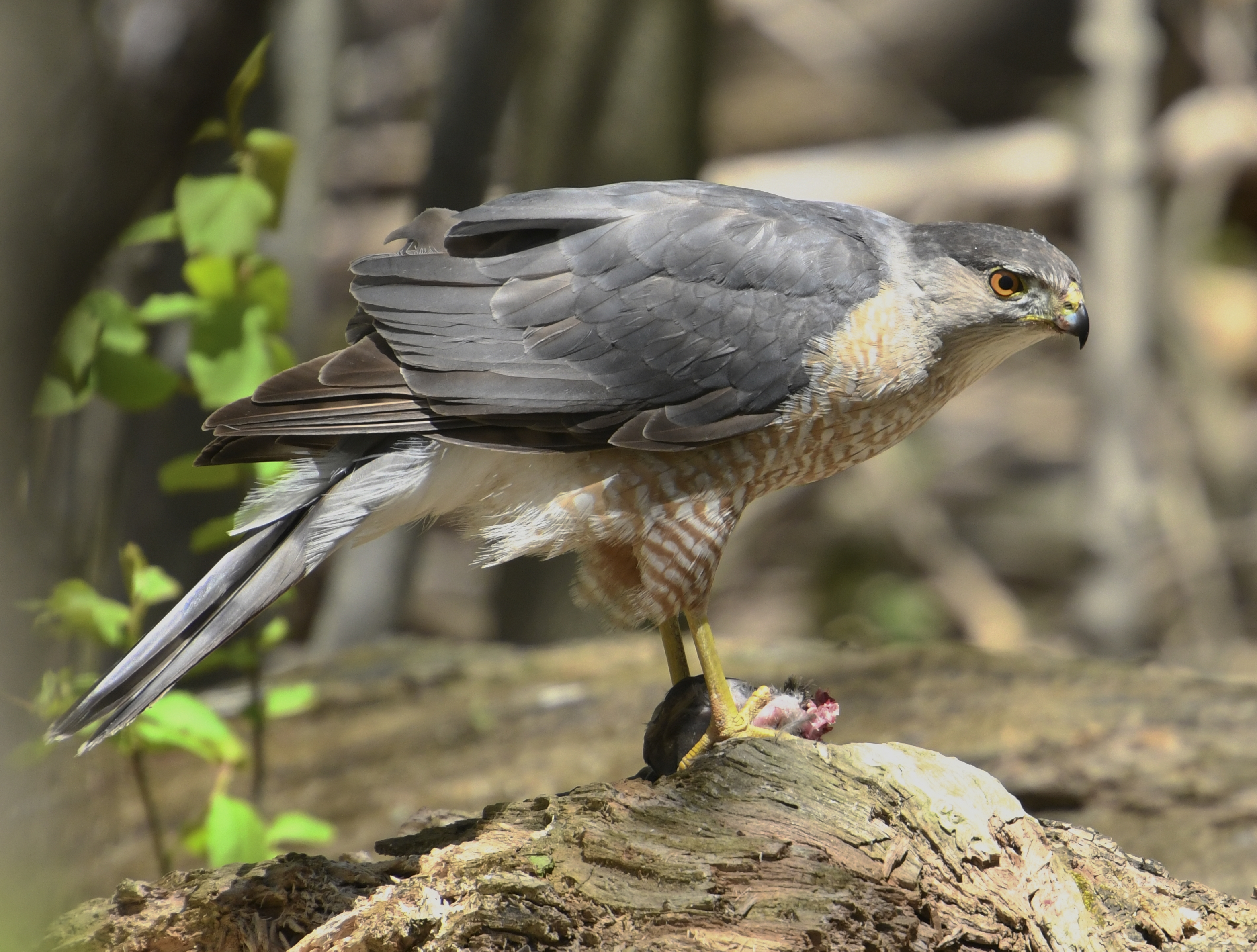
Яструб чорноголовий Cooper's hawk

## Раннє життя
Купер вивчав зоологію в Європі з 1821 до 1824 року, а потім подорожував до Нової Шотландії, Кентуккі та Багамських островів, збираючи зразки.

## Кар'єра
Хоча він сам не був автором, його зразки дуже допомогли іншим, таким як Джон Джеймс Одюбон, Шарль Люсьєн Бонапарт і Томас Наттолл.
Купер був одним із засновників Нью-Йоркського ліцею природної історії (пізніше Нью-Йоркської академії наук ) і першим американським членом Лондонського зоологічного товариства. Бонапарт назвав яструба Купера на його честь після того, як Купер відібрав його зразок у 1828 році.

## Особисте життя
Він був батьком Джеймса Ґрема Купера (1830–1902), лікаря та відомого натураліста.